# 陳汶堅
陳汶堅（英語：Chan Man-kin，1965年—），香港民主派人士，民主黨成員，現任德田邨業主立案法團主席，前香港觀塘區議會栢雅選區議員。

## 政治生涯
陳汶堅生於藍田，長於藍田。自1994年起，陳汶堅就在多個藍田選區包括德田區、興田區及栢雅區參選區議會選舉，並獲勝，至今未曾落敗。陳汶堅亦現屆觀塘區議會中資歷最豐富的區議員之一。
2019年11月24日，陳汶堅第七度參與區議會選舉，在栢雅選區以3,076票，擊敗得2,849票，角逐連任的工聯會何啟明，和得138的陳宇明，成功當選。
該區另一名民主派成員陳宇明在2019年11月初由啟田連儂放映會及凝聚觀塘合辦的栢雅區民主派初選落敗後，宣佈棄選。